# Kayna
Kayna est une localité du territoire de Lubero dans la province du Nord-Kivu à l'est de la république démocratique du Congo.

## Géographie
Elle est située sur la route nationale RN2 à 172 km au nord du chef-lieu provincial Goma.

## Histoire
En juin 2013, Kayna se voit conférer le statut de commune de la ville de Luholu constituée de quatre communes : Kayna, Kirumba, Luofu et Mighobwe.

## Administration
Localité de 15 002 électeurs enrôlés en 2018, elle a le statut de commune rurale de moins de 80 000 électeurs, elle compte 7 conseillers municipaux en 2019.

## Population
Le recensement date de 1984,.
| 1984 | 2004   | 2012   |
| ---- | ------ | ------ |
| -    | 29 517 | 36 273 |